# ۲.۰ (فیلم)
۲.۰ (به هندی: 2.0) فیلمی محصول سال ۲۰۱۸ و به کارگردانی اس شانکار است. در این فیلم بازیگرانی همچون راجینیکانت، آکشی کومار، ایمی جکسون، سودهانشو پاندی، عادل حسین ایفای نقش کرده‌اند.